# Fernando Díaz
Fernando Díaz Arrellaga (28 febbraio 2001) è un calciatore paraguaiano, difensore dell'Unión (SF).

## Carriera
Ha iniziato a giocare a calcio nel Sol de América dove ha debuttato il 2 luglio 2022 nell'incontro di División Profesional perso 1-0 contro lo Sportivo Ameliano; a partire dal torneo di clausura ha iniziato a giocare con maggior frequenza, trovando il suo primo gol in carriera il 23 settembre 2024 nella partita vinta 2-1 contro il 2 de Mayo. Nel gennaio del 2025 è stato acquistato proprio dal 2 de Mayo, con cui ha debuttato anche in Coppa Sudamericana.
Il 27 giugno 2025 ha fatto ritorno all'Unión (SF), nella prima divisione argentina.

## Statistiche

### Presenze e reti nei club
Statistiche aggiornate al 6 agosto 2025.
| Stagione              | Squadra               | Campionato            | Campionato | Campionato | Coppe nazionali | Coppe nazionali | Coppe nazionali | Coppe continentali | Coppe continentali | Coppe continentali | Altre coppe | Altre coppe | Altre coppe | Totale | Totale | Totale |
| Stagione              | Squadra               | Comp                  | Pres       | Reti       | Comp            | Pres            | Reti            | Comp               | Pres               | Reti               | Comp        | Pres        | Reti        | Pres   | Reti   |        |
| --------------------- | --------------------- | --------------------- | ---------- | ---------- | --------------- | --------------- | --------------- | ------------------ | ------------------ | ------------------ | ----------- | ----------- | ----------- | ------ | ------ | ------ |
| 2022                  | Sol de América        | PD                    | 15         | 0          | CP              | 0               | 0               | -                  | -                  | -                  | -           | -           | -           | 15     | 0      |        |
| 2023                  | Sol de América        | SD                    | ?          | ?          | CP              | 0               | 0               | -                  | -                  | -                  | -           | -           | -           | ?      | ?      |        |
| 2024                  | Sol de América        | PD                    | 37         | 1          | CP              | 0               | 0               | -                  | -                  | -                  | -           | -           | -           | 37     | 1      |        |
| Totale Sol de América | Totale Sol de América | Totale Sol de América | 52+        | 1+         |                 | 0               | 0               |                    | -                  | -                  |             | -           | -           | 52+    | 1+     |        |
| 2025                  | 2 de Mayo             | PD                    | 22         | 0          | CP              | 0               | 0               | CS                 | 1                  | 0                  | -           | -           | -           | 23     | 0      |        |
| 2025                  | Unión (SF)            | PD                    | 0          | 0          | CA              | 0               | 0               | -                  | -                  | -                  | -           | -           | -           | 0      | 0      |        |
| Totale carriera       | Totale carriera       | Totale carriera       | 76+        | 1+         |                 | 0               | 0               |                    | 1                  | 0                  |             | -           | -           | 77+    | 1+     |        |

## Palmarès

### Club

#### Competizioni nazionali
- División Intermedia: 1

Sol de América: 2023